# Штульфельден
Штульфельден —  містечко та громада  округу Целль-ам-Зе в землі Зальцбург, Австрія.
Штульфельден лежить на висоті  800 над рівнем моря і займає площу  29,74 км². Громада налічує 1550 мешканців. 
Густота населення 52/км².  
Територія округу Целль-ам-Зе збігається з областю (гау) землі Зальцбург, що носить назву Пінцгау. Це гірська область Австрії з мальовничими долинами 
й високогірними озерами, зокрема озером Целль, від якого походить назва округу. Головною індустрією області є спортивний туризм, особливо пов'язаний із зимовими видами спорту, для яких тут сворено всі умови:
гірськолижні траси й підйомники, траси для бігу на лижах. Улітку в Пінцгау популярні туристичні походи, гірські велосипеди. Поряд із туризмом в Пінцгау 
проводяться численні міжнародні змагання. Кожне містечко й сільце області має розвинуту інфраструктуру для прийому туристів і дбає про свої 
музеї та інші визначні місця.   
|                                       |
| Штульфельден на мапі округу та землі. |

Рада громади складається з 17  членів. Бургомістром міста є Зоня Оттенбахер від Австрійської народної партії. Адреса управління громади: Stuhlfelden Nr. 21, 5724 Stuhlfelden.

## Виноски
1. ↑  Dauersiedlungsraum der Gemeinden Politischen Bezirke und Bundesländer - Gebietsstand 1.1.2018 — Статистичне управління Австрії.
2. ↑  Einwohnerzahl 1.1.2018 nach Gemeinden mit Status, Gebietsstand 1.1.2018 — Статистичне управління Австрії.
3. ↑   www.stuhlfelden.salzburg.at